# Mesti
Mesti (franska: Mesti (CR), Mesti (Commune Rurale), arabiska: امي نفاست) är en kommun i Marocko.   Den ligger i provinsen Sidi Ifni och regionen Guelmim-Oued Noun, 600 km sydväst om huvudstaden Rabat. Antalet invånare är 3 549.